# Pseudostenophylax adlimitans
Pseudostenophylax adlimitans là một loài Trichoptera trong họ Limnephilidae. Chúng phân bố ở miền Cổ bắc.